# Pop Festival Ljubljana 72
Pop Festival Ljubljana 72 je dvojni album v živo s posnetki z BOOM Festivala 1972. Festival se je odvijal 21. in 22. aprila 1972 v Hali Tivoli v Ljubljani. Nastopilo je veliko izvajalcev: Nirvana, Indexi, Ivica Kiš, Alarm, Grupa 777, Drago Mlinarec, Mladi levi, Had, Ivica Percl, Time, Grupa Marina Škrgatića in Tomaž Domicelj.
Pop Festival Ljubljana 72 je tudi prvi album v živo, ki je bil posnet v Jugoslaviji in prvi dvojni rock album, ki je izšel v Jugoslaviji.

## Seznam skladb
| A stran | A stran                                        | A stran                                     | A stran |
| Št.     | Naslov                                         | Izvajalec                                   | Dolžina |
| ------- | ---------------------------------------------- | ------------------------------------------- | ------- |
| 1.      | „222‟ (Nirvana)                                | Nirvana                                     | 2:54    |
| 2.      | „Hej ti‟ (Ljupčo Konstantinov/Maja Perfiljeva) | Indexi                                      | 5:27    |
| 3.      | „Kaj god blues‟ (Ivica Kiš)                    | Drago Mlinarec, Ivica Kiš in Tomaž Domicelj | 2:26    |
| 4.      | „Skladište tišine‟ (Drago Mlinarec, Ivica Kiš) | Drago Mlinarec, Ivica Kiš in Tomaž Domicelj | 2:23    |
| 5.      | „Boj‟ (Urbančič, Zagorac)                      | Alarm                                       | 3:15    |

| B stran | B stran                                  | B stran    | B stran |
| Št.     | Naslov                                   | Izvajalec  | Dolžina |
| ------- | ---------------------------------------- | ---------- | ------- |
| 1.      | „Exodus‟ (Ernest Gold)                   | Grupa 777  | 5:38    |
| 2.      | „Spominjam se antimaterije‟ (Mladi levi) | Mladi levi | 12:38   |

| C stran | C stran                                      | C stran                | C stran |
| Št.     | Naslov                                       | Izvajalec              | Dolžina |
| ------- | -------------------------------------------- | ---------------------- | ------- |
| 1.      | „Nebeški dar‟ (Alberto Krasnić/arr. Had)     | Had                    | 4:01    |
| 2.      | „Put u ništa‟ (Rajko Svilar, Veseli Oršolić) | Had                    | 4:09    |
| 3.      | „Svakoga dana ja znam‟ (Ivica Percl)         | Ivica Percl            | 2:21    |
| 4.      | „Smij se‟ (Rajko Dujmić)                     | Grupa Marina Škrgatića | 6:35    |

| D stran | D stran                                        | D stran   | D stran |
| Št.     | Naslov                                         | Izvajalec | Dolžina |
| ------- | ---------------------------------------------- | --------- | ------- |
| 1.      | „Za koji život treba da se rodim‟ (Dado Topić) | Time      | 13:07   |
| 2.      | „Pred tvojim vratima‟ (Nirvana)                | Nirvana   | 5:17    |